# Czesław Miłosz
Czesław Miłosz (n. 30 iunie 1911, Șateini⁠(d), Imperiul Rus – d. 14 august 2004, Cracovia, Polonia) a fost un poet, autor de proză și translator polonez de origine lituaniană, laureat al Premiului Nobel pentru Literatură în 1980. În motivația juriului care i-a acordat premiul Nobel, se amintește: „a ilustrat, cu o perfectă clarviziune, condiția precară a omului într-o lume dominată de conflicte profunde". După ce a fost persoana însărcinată cu monitorizarea culturii în Republica Poloneză (1945–1951), a dezertat în vest în 1951 și cartea sa de non-ficțiune Minte captivă (1953) este o carte clasică ce promovează anti-stalinismul. Din 1961 până în 1998, a fost profesor de Limbi și Literaturi slave la Universitatea din California, mai exact în Berkeley. Miłosz a devenit mai târziu cetățean american și a fost recompensat în 1978 cu Premiul Internațional Neustadt, pentru Literatură și în 1980 cu Premiul Nobel pentru literatură.

## Biografie
Czesław Miłosz s-a născut pe 30 iunie 1911, în satul Szetejnie (lituaniană: Šeteniai), Kaunas Governorate, Imperiul Țarist (acum districtul Kėdainiai, județul Kaunas, Lituania), la granița dintre două regiuni istorice lituaniene: Samogitia și Aukštaitija, în centrul Lituaniei. Ca fiu al lui Aleksandru Miłosz (d.1959), un inginer civil și al lui Veronica, născută Kunat (d.1945), urmaș al unei familii nobile Siručiai, Miłosz vorbea fluent limbile: poloneză, lituaniană, rusă, engleză și franceză.[8] Fratele său, Andrzej Miłosz (1917–2002), un jurnalist polonez, translator de literatură și subtitrări de filme în limba poloneză, a fost un producător de filme documentare, care a creat primele filme documentare despre fratele său.
Miłosz a fost crescut în spiritul religiei catolice, în mediul rural din Lituania și și-a accentuat identitatea alături de multi-etnicul  Mare duce al Lituaniei, el a refuzat să se identifice categoric ca polonez sau lituanian. Spunea despre sine: Eu sunt un lituanian căruia nu i-a fost dat să fie un lituanian."[10] și „Familia mea în secolul al XVI-lea deja vorbea poloneza, exact atât câte familii din Finlanda vorbeau suedeza și cele din Irlanda engleza, deci eu sunt un poet polonez, nu lituanian. Dar peisajele și poate spiritul Lituaniei nu m-au abandonat niciodată".[11] Miłosz și-a oficializat copilăria lituaniană în romanul scris în 1955 Valea Issa și în memoriul din 1959 Native Realm.
În tinerețe, Miłosz a ajuns să adopte, așa cum a și spus, o „poziție mai degrabă științifică ateistă", deși mai târziu a ajuns să se întoarcă la credința catolică.[13] După absolvirea Gimnaziumului Sigismund Augustus în Vilnius, a studiat dreptul la Universitatea Stefan Batory  și, în 1931, a călătorit la Paris, unde a fost influențat de către vărul său îndepărtat Oscar Milosz, un poet francez de descendență lituaniană și belgiană. În 1931, a pus bazele grupului poetic Żagary, alături de tineri poeți ca Jerzy Zagórski, Teodor Bujnicki, Aleksander Rymkiewicz, Jerzy Putrament și Józef Maśliński.[14] Primul volum de poezie al lui Miłosz a fost publicat în anul 1934. După ce și-a primit diploma în drept în acel an, el a petrecut încă un an în Paris, cu bursă. După ce s-a întors, a lucrat pe post de comentator la postul de Radio Wilno, dar a fost concediat, o acțiune descrisă ca motivată de lipsa părerilor de stânga sau a opiniilor  simpatizante cu Lituania.[10][15] Miłosz și-a scris toate poeziile,ficțiunile și eseurile în limba poloneză și a tradus Psalmii Vechiului Testament în limba poloneză.
Viata in SUA
In 1960 Miłosz a emigrat in SUA si in 1970 a devenit cetatean american. In 1961 a inceput o cariera profesorala in literatura poloneza din Departamentul limbilor si literaturilor slave la Universitatea din California,in Berkeley. In 1978 a primit Premiul International Neustadt.S-a pensionat in acelasi an,dar a continuat sa predea in Berkeley. Atitudinea persoana a lui Miłosz despre locuitul in Berkeley este portretizata sensibil in poemul, "un munte magic," apartinand unei colectii de poeme intitulate Clopotei in iarna, publicat de Ecco Press (1985). 
Fiind crescut in climatul rece al Europei estice, Milosz a fost afectat in mod special de lipsa anotimpurilor din Berkeley.
In 1980 Miłosz a primit Premiul Nobel pentru literatura. De cand lucrarile sale au fost interzise in Polonia de catre guvernul comunist,acesta a fost momentul în care un numar mare de polonezi au auzit de el.[citation needed] Cand regimul comunist a cazut, Miłosz a putut sa se intoarca in Polonia,la inceput pentru a vizita si mai tarziu sa locuiasca jumatate din timp in Cracovia. El si-a impartit timpul intre casa din Berkeley si apartamentul din Cracovia. In 1989, a primit Medalia Nationala a Artelor in SUA si un doctorat onorific de la Universitatea Harvard.
"Minte captiva" cartea lui Miłosz din 1953 este un studiu despre modul în care intelectualii se comporta sub un regim represiv. Miłosz a observat ca cei care au devenit dizidenti nu au fost neaparat cei cu cel mai mare potential intelectual, ci mai degraba cei cu cel mai slab stomac; mintile pot rationaliza orice, spunea el, dar stomacul nu poate duce atat de mult. In timpul Razboiului Rece cartea a fost adesea citata de catre comentatorii traditionalisti ca William F. Buckley, Jr.,  si a reprezentat o baza a cursurilor de stiinte si totalitarism. Într-un interviu din 1994, Miłosz vorbea despre dificultatea scrierii poeziei religioase intr-o lume in mare parte fost-religioasa. El a raportat o recenta conversatie cu compatriotul sau  Papa Ioan Paul al II-lea; acesta din urma, comentam unele dintre operele lui Miłosz,in special Six Lectures in Verse, i-a spus: "Tu faci un pas inainte,un pas inapoi." Poetul a raspuns: "Sfinte Tata, cum poate cineva,in secolul al XX-lea,scrie poezie religioasa diferit?" Papa a zambit [16] Cativa ani mai tarziu, in 2000, Miłosz a dedicat o oda mai degraba simpla lui Ioan Paul al II-lea cu ocazia celei de-a 80-a aniversari a Papei.[17]
Moartea si mostenirea
Czesław Miłosz a murit in ziua de 14 august 2004, in casa sa din Cracovia la varsta de 93 ani. A fost ingropat in Biserica Romano-Catolica Skałka din Cracovia, ca unul dintre ultimii ce vor fi comemorati acolo[18]. Prima sa sotie, Janina (nascuta Dłuska), cu care s-a casatorit in 1944, a murit inaintea sa, in 1986. Au avut doi fii, Anthony (n. 1947) si John Peter (n. 1951). Ce-a de-a doua sotie a sa, Carol Thigpen, un istoric american, a murit in 2002.
Miłosz is honoured at Israel's Yad Vashem memorial to the Holocaust, as one of the "Righteous among the Nations". A poem by Miłosz appears on a Gdańsk memorial to protesting shipyard workers who had been killed by government security forces in 1970. His books and poems have been translated by many hands, including Jane Zielonko, Peter Dale Scott, Robert Pinsky and Robert Hass.
In November 2011, Yale University hosted a conference on Miłosz's relationship with America.[19] The Beinecke Rare Book and Manuscript Library, which holds the Czesław Miłosz Papers,[20] also hosted an exhibition celebrating Miłosz's life and work, titled Exile as Destiny: Czeslaw Milosz and America. 2011 was deemed "The Milosz Year," which culminated in a large conference in Kraków (May 9–15, 2011).

## Cariera poetică
S-a născut în Lituania în familia unor nobili polonezi. A debutat în 1930, la Vilnius, într-o revistă universitară. În 1936 a început să lucreze la postul de radio polonez din Vilnius, dar anul următor a fost concediat din cauza vederilor sale de stânga. S-a angajat apoi la postul național din Varșovia, iar la începutul războiului a fost trimis pe front, în calitate de reporter. După ocuparea Poloniei s-a întors la Vilnius, de unde a fost în scurtă vreme obligat să fugă din calea trupelor sovietice: a întreprins o îndrăzneață și periculoasă călătorie prin liniile sovietice și germane, revenind în Varșovia ocupată de naziști. A rămas aici până în 1944, lucrând ca om de serviciu la Universitate și colaborând la diverse publicații clandestine. După război a acceptat să intre în diplomație și a fost numit atașat cultural la ambasada din Paris a Poloniei comuniste (1946–1950). Ajuns pe lista neagră a regimului, în decembrie 1950 i-a fost confiscat pașaportul, însă două luni mai târziu i s-a permis să plece la Paris, unde a cerut azil politic. În 1953 a primit Premiul literar european. 
Interdicția de publicare a cărților sale – care au circulat însă în samizdat – a fost ridicată abia după ce a primit Premiul Nobel. În 1960 a fost invitat să ocupe un post de profesor de slavistică la University of California (Berkeley). Aici a compus o celebră istorie a literaturii poloneze în care condamnă toate alunecările ideologice și compromisurile politice ale scriitorilor polonezi din țara proprie. A predat aici până în 1984, când s-a pensionat. În 1981, după 30 de ani de exil, s-a întors în Polonia: a avut parte de o primire triumfală la Gdansk, unde s-a întâlnit cu Lech Walesa, iar primul său volum de versuri publicat cu binecuvântarea oficialităților a dispărut din librării în câteva zile, pentru a fi apoi din nou interzis, odată cu decretarea legii marțiale.

## Selecție din volumele de poezie
- Trzy zimy, (Trei ierni), 1936
- Ocalenie, (Salvare), 1945
- Zniewolony umysł, eseu (Gândirea captivă, Humanitas, 1999), 1953
- Światło dzienne, (Lumina zilei), 1954
- Traktat poetycki, (Tratat de poetică), 1955
- Król Popiel i inne wiersze, (Regele Popiel și alte versuri), 1962
- The History of Polish Literature, (Istoria literaturii poloneze), 1969
- Gdzie wschodzi słońce i kędy zapada, (Unde răsare și apune soarele), 1974
- Ziemia Ulro, (Tinutul Ulro, All, 2002), 1977
- Ogród nauk, (Gradina științei), 1979
- The Witness of Poetry, (Martorul poeziei), 1983
- Kroniki, (Cronici), 1987
- Dalsze okolice ,(Împrejurimi îndepărtate), 1991
- Metafizyczna pauza, (Pauza metafizică), 1995
- Życie na wyspach, (Viața în insule), 1997 s.a.